# Liste der Naturschutzgebiete in Stuttgart
In der Landeshauptstadt Stuttgart gibt es 7 Naturschutzgebiete. Für die Ausweisung von Naturschutzgebieten ist das Regierungspräsidium Stuttgart zuständig. Nach der Schutzgebietsstatistik der Landesanstalt für Umwelt, Messungen und Naturschutz Baden-Württemberg (LUBW) stehen 1342,49 Hektar der Stadtfläche unter Naturschutz, das sind 6,48 Prozent.

## Naturschutzgebiete in Stuttgart
| Name                                              | Bild      | Kennung            | Einzelheiten | Position | Fläche Hektar | Datum         |
| ------------------------------------------------- | --------- | ------------------ | --- | -------- | ------------- | ------------- |
| Rotwildpark bei Stuttgart                         |           | 1.005 WDPA: 4400   | Stuttgart Alter Hudewald mit freien Wiesenflächen und drei künstlich aufgestauten Seen. Erholungsgebiet für Stuttgart. | ⊙        | 826,1         | 24. Sep. 1958 |
| Eichenhain                                        |           | 1.015 WDPA: 81585  | Stuttgart Ehemaliger Hudewald, heute Schafweide, mit prächtigen, 300 bis 400 Jahre alten Eichen. | ⊙        | 34,7          | 6. Okt. 1994  |
| Greutterwald                                      | Tachensee | 1.121 WDPA: 163321 | Stuttgart, Korntal-Münchingen Extensiv genutzter Streuobstbestand mit angrenzenden Laub-, Nadel-, Mischwaldbeständen und kleineren Wasserflächen sowie Feuchtgebiete, als ökologisch wertvolle Ausgleichsfläche im Stadtgebiet und als Lebensraum zahlreicher seltener und besonders gefährdeter Tiere, vor allem Fledermäuse, Vögel, Amphibien und Insekten.                     | ⊙        | 150,4         | 16. Feb. 1984 |
| Büsnauer Wiesental                                |           | 1.163 WDPA: 162659 | Stuttgart Der letzte Rest der vielfältig strukturierten Wiesenlandschaft zwischen Büsnau und Vaihingen soll als Lebensraum für zahlreiche im Ballungsraum stark gefährdete Pflanzen- und Tierarten erhalten werden. | ⊙        | 27,4          | 21. Dez. 1989 |
| Weidach- und Zettachwald                          |           | 1.173 WDPA: 166199 | Stuttgart Vielgestaltiges, eng vernetztes und ökologisch und biologisch wertvollen Mosaiks von Lebensräumen mit vielfältig strukturierten Wäldern, unterschiedlichen Grünlandgesellschaften, Bächen mit Ufergehölzen und größeren Streuobstgebieten. | ⊙        | 223,7         | 30. Nov. 1990 |
| Häslachwald                                       |           | 1.180 WDPA: 163551 | Stuttgart, Ostfildern Mosaik unterschiedlicher Lebensräume: Wald mit artenreicher Krautschicht, Ufergehölz der Körsch als Rest eines Auenwaldes und Streuobstwiesen als Lebensraum für eine Vielzahl von zum Teil seltenen, schutzbedürftigen Pflanzen- und Tierarten inmitten intensiv genutzter Landschaft.                                                                     | ⊙        | 49,5          | 22. Juli 1991 |
| Unteres Feuerbachtal mit Hangwäldern und Umgebung |           | 1.216 WDPA: 166018 | Stuttgart Renaturierter Bach und Aue des unteren Feuerbachtales mit feuchtigkeitliebenden Arten; Wälder mit besonderer Flora an Frühlingsblühern und einer Reihe seltener Tierarten; Streuobstwiesen, Hecken, Wassergräben, Quellen und aufgelassenem Steinbruch und deren Wechselbeziehungen als Lebensräume standorttypischer Arten untereinander und zum Wald und der Bachaue. | ⊙        | 47,7          | 4. Juli 1996  |
| Legende für Naturschutzgebiet                     |           |                    | |          |               |               |